# Tresminas
Koordinaten: 41° 30′ 12,4″ N, 7° 30′ 7″ W

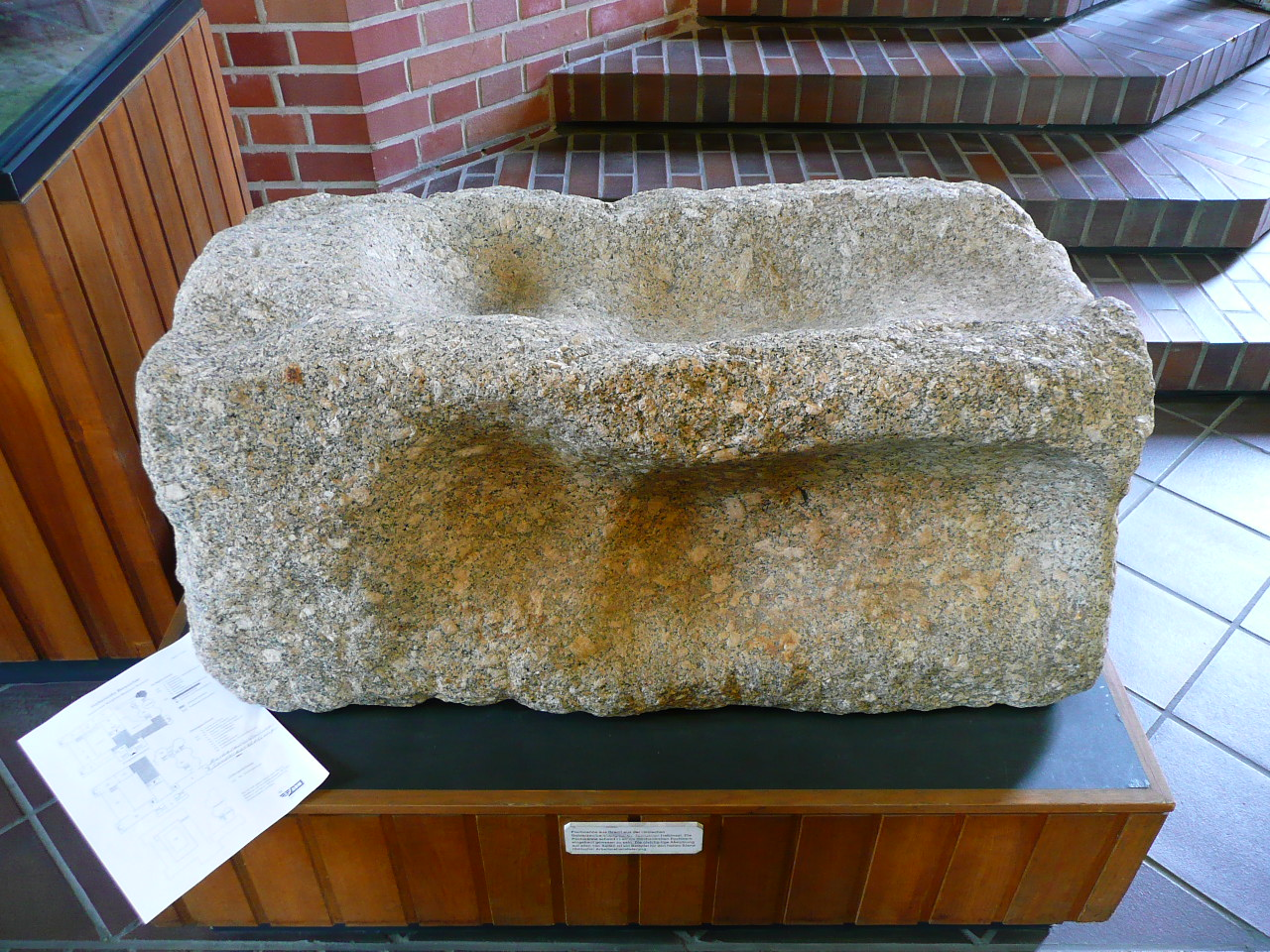
Pochwanne aus Granit. Die regelmäßigen Vertiefungen weisen auf den Einsatz eines Pochwerks hin.

Tresminas (teils auch Três Minas oder Trêsminas) war ein antikes römisches Goldbergwerk im Kreis von Vila Pouca de Aguiar in Nordportugal. Der Fundort liegt im Bergland Trás-os-Montes zwischen Braga und Bragança, nahe dem nach ihm benannten Tresminas. Das Gestein, das auch silber- und bleihaltig ist, wurde überwiegend im Tagebau gebrochen.

## Geschichte
Die Ausbeutung der Minen begann offenbar bald nach der Eroberung der späteren Provinz Lusitania. Diese erfolgte durch Kaiser Augustus ab 27 v. Chr. und hatte unter anderem zum Ziel, die Kontrolle über die restlichen Erzvorkommen der Iberischen Halbinsel zu erlangen. Die Hauptphase des römischen Goldbergbaus in Tresminas dürfte zwischen 50 und 150 n. Chr. fallen. Das Ende des Bergbaus in industriellem Ausmaß, das wenige Jahrzehnte später eintrat, könnte mit den veränderten wirtschaftlichen und administrativen Rahmenbedingungen unter der severischen Dynastie (regierte 193–235 n. Chr.) zusammenhängen. Anschließend könnte allerdings noch in kleinerem Maßstab Bergbau betrieben worden sein, vielleicht durch die vor Ort verbleibende einheimische Bevölkerung.
Über die Menge des dort abgebauten Goldes gibt es keine verlässlichen Angaben. Ein Anhaltspunkt sind jene 6,5 Tonnen, die Plinius der Ältere, Kurator der Provinz Hispania Tarraconensis in den Jahren 72–74 n. Chr., für die Gewinnung aus Sekundärlagerstätten benennt.

## Archäologischer Befund

### Erzabbau
Das Abbaugebiet bedeckt eine Gesamtfläche von etwa zwei Quadratkilometern. Die antiken Einschnitte, Gruben und Stollen sind dank der Tatsache, dass hier keine späteren Eingriffe erfolgten, gut erkennbar und machen Três Minas zu einem archäologisch wichtigen Denkmal für das Studium römischer Bergbautechnik und deren Infrastruktur.

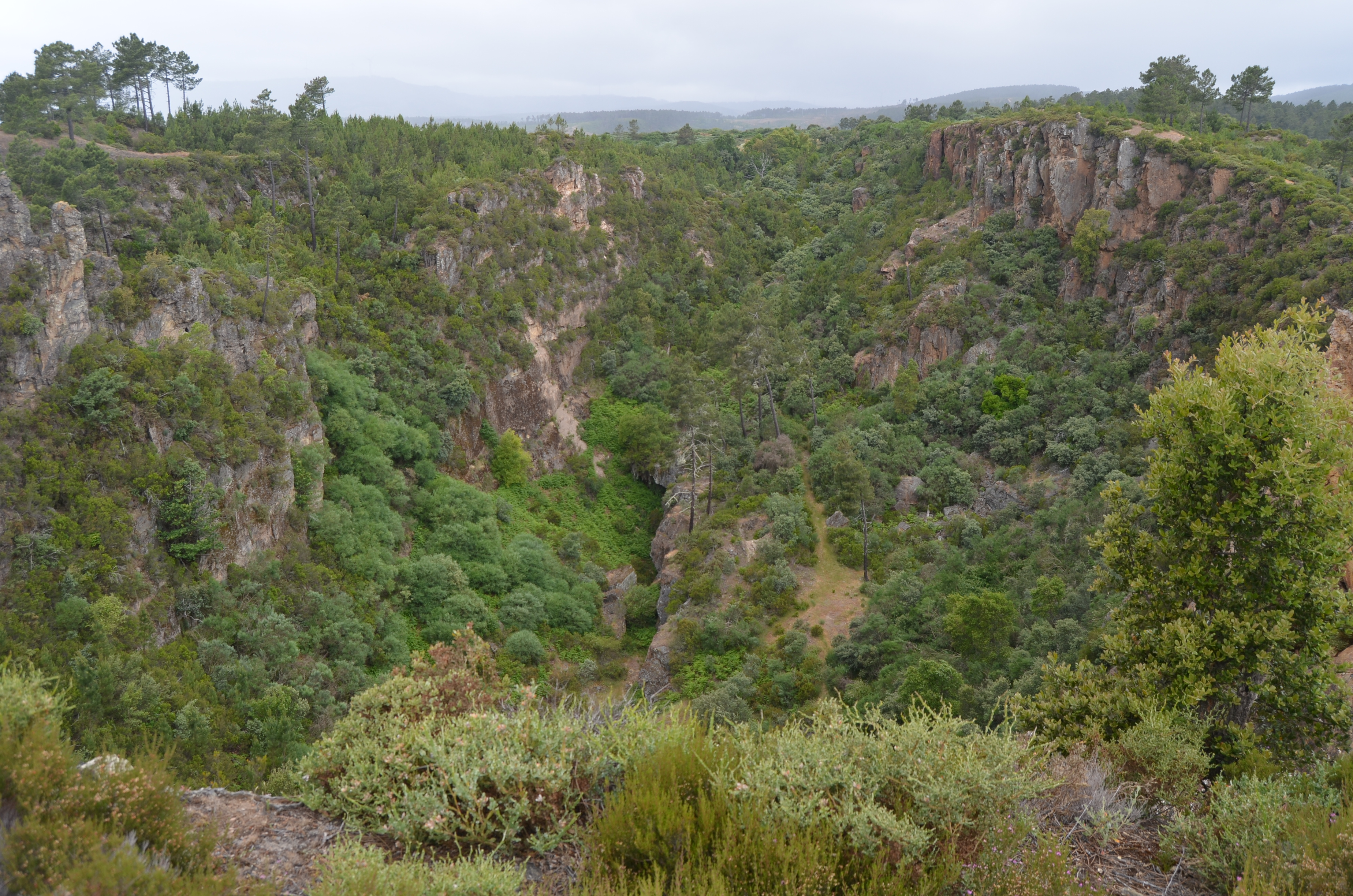
Corta de Covas

Dominiert wird das Areal von zwei großen Schluchten im Gelände, die durch den antiken Tagebau entstanden sind, die Corta de Covas und die Corta da Ribeirinha. Letztere weist Steinstufen auf, die durch den Tagebau in den 100 m hohen Steilhang geschnitten wurden. Von diesen beiden Schluchten ausgehend führen diverse Stollen in das Gestein. Eine dritte, kleinere Schlucht im Gelände ist die Corta dos Lagoinhos, die jedoch nicht vom Tagebau herrührt, sondern durch den Einsturz eines unterirdischen Stollens entstand, heute jedoch als 60 m langer, 5–6 m breiter und 9 m tiefer Geländeeinschnitt sichtbar ist.
Die Stollen, auch als Galerien bezeichnet, wurden von den beiden großen Tagebauen ins Gestein getrieben, um einerseits weitere Metallvorkommen aufzuspüren (Prospektion), dienten andererseits aber auch dem Abbau von Erzvorkommen im Untertagebau. Zudem bewirkten sie teilweise eine Entwässerung der beiden Tagebaue. Ihre Breite, die Gleisspuren und die Ausweichstellen belegen den Transport durch Lastkarren. Ein Beispiel ist die Galeria do Pilar, ein 250 m langer, schnurgerader Stollen mit einem gemauerten Pfeiler, der einen Lichtschacht abstützt. In dem runden, tiefer gelegenen Vorraum befand sich ein Hebewerk. In einem anderen Stollen, der Galeria dos Alargamentos, ließ sich rekonstruieren, dass in der Antike ein Teil des Ganges eingestürzt war und daraufhin versucht wurde, die verschütteten Bergarbeiter zu retten. Neben verschiedenen Stollen befindet sich in der Corta da Ribeirinha zudem ein Prospektions- und Abbauschacht, aus mehrfach abknickenden Treppen und kurzen Gängen besteht und dadurch die Form einer Wendeltreppe hat.
Ab 2010 erfolgten in verschiedenen Schächten und Abbauzonen Vermessungen mittels eines 3D-Laserscanners.

### Erzaufbereitung
Zur Aufbereitung des Materials nennt Plinius der Ältere folgende Arbeitsschritte: Stampfen, Sieben, Mahlen, Waschen und Schmelzen. Archäologische Zeugnisse dieser Tätigkeiten sind Überbleibsel von Pochwerken zur Zerkleinerung des Erzgesteins (siehe Photo). Der enorme Wasserbedarf (auch für die Fördertechnik) wurde durch Stauwerke und Aquädukte gedeckt.
Zur Ausbeutung der Erzvorkommen im Nordwesten der Iberischen Halbinsel errichteten die Römer eine Infrastruktur aus Straßen und Brücken (zum Beispiel die Brücke von Chaves). Um die zahlreichen Mühlsteine zu beschaffen, die für die Weiterverarbeitung des gewonnenen Erzes nötig waren, eröffnete man im nahegelegenen Fonte da Ribeira einen Granitsteinbruch.